# Водохранилище в Национальном парке Узбекистана
Водохрани́лище в Национа́льном па́рке Узбекиста́на (ранее — Комсомо́льское о́зеро ) — крупный искусственный водоёмом на канале Анхор в Ташкенте, расположен на территории Национального парка им. А. Навои. В момент своего открытия являлся первым массовым рекреационным водохранилищем города, созданным по генплану. 
Небольшое озеро вытянуто с юго-запада на северо-восток. На нём имеется два небольших острова, которые с берегами соединяют мосты. Котлован имеет площадь около 9 га и глубину 1,5 — 6 метров.

## История создания
До конца 20-х годах XX века в пределах Ташкента отсутствовали крупные общедоступные водоемы для летнего отдыха горожан, в том числе для купания и катания на лодках. В начале тридцатых годов в городе появился первый водоем для подобных целей. Им стало водохранилище, возникшее над строящейся плотиной Бозсуйской ГЭС, которая в свою очередь была первой гидроэлектростанцией в Чирчик-Бозсуйском каскаде ГЭС. На этом водохранилище, прозванном Гидрой, и была устроена первая лодочная станция Ташкента. Однако, после того на этом водохранилища появилась водозаборная станция ташкентского водопровода, его воды были закрыты для массового отдыха горожан. В результате возникла необходимость в новом рекреационном водоёме. В второй половине 1940-х годов в Ташкенте были созданы (вырыты) два искусственных озера для купания и летнего отдыха горожан — Парк «Победы» на канале Бозсу и «Комсомольское озеро», которое питают воды канала Анхор. При создании водоёма в конце 30-х годов прошлого века активно привлекались заключённые, комсомольцы, а также в своё нерабочее время на бесплатной основе и другие жители города (например неработающие домохозяйки).

## Гидрография
Согласно некоторым источникам, ложем для создания «Комсомольского озера» послужил старый карьер, из которого в более ранние периоды истории Ташкента (в XVIII — начале XIX веков) брали стройматериал (в основном это была глина) для производства кирпича в близлежащих кирпичных мастерских.
По окончании купального сезона воду из озера традиционно спускают для чистки его дна, которое покрывает ил, от различного мусора, оставленного отдыхающими. За лето в озере успевают развиться водоросли, а также колонии пресноводных двустворок, крупнейшие экземпляры которых достигают размера в тридцать сантиметров. Часть двустворок погибает, но некоторые перезимовывают в лужах, сохраняющихся в самых глубоких местах на дне озера.